# بانگ‌مرغ کراسلی
بانگ‌مرغ کراسلی، لیکو-بانگ‌مرغ کراسلی، لیکوی کراسلی، زمین‌پر ماداگاسکار (نام علمی: Mystacornis crossleyi) نام یک گونه از تیره وانگا است.